# غسان تويني
غسان تويني (5 يناير 1926 - 8 يونيو 2012 )، صحفي وسياسي ودبلوماسي لبناني. هو ابن الصحفي جبران تويني مؤسس صحيفتي «الأحرار» و«النهار».

## حياته العلمية والعملية
- في عام 1945 حصل على شهادة البكالوريوس في الفلسفة من الجامعة الأميركية في بيروت، وفي عام 1947 حصل على الماجستير في العلوم السياسية من جامعة هارفارد في الولايات المتحدة.
- في محاضرة له بعنوان «أنطون سعادة... القضية والتغيير والأبعاد» وذلك في الجامعة الأمريكية في بيروت عام 2004 يروي تويني قصة انضمامه إلى صفوف الحزب السوري القومي الاجتماعي الذي أسسه المفكر أنطون سعادة في أوائل الأربعينيات. وقد انتمى إلى الحزب على يد الشاعر الراحل يوسف الخال. خلال دراسته في الجامعة الأمريكية في بيروت، تولى تويني مسؤولية منفذ عام للطلبة الجامعيين في الحزب السوري القومي الاجتماعي ومن ثم مسؤولية وكيل عميد الإذاعة والثقافة.
- في عام 1945 حصل على شهادة البكالوريوس في الفلسفة من الجامعة الأميركية في بيروت، وفي عام 1947 حصل على الماجستير في العلوم السياسية من جامعة هارفارد في الولايات المتحدة. في العام نفسه، إلتقى غسان تويني ولأول مرة بالزعيم أنطون سعادة في بيته في ضهور الشوير بصحبة أديب قدورة وعبد الله قبرصي وفؤاد أبو عجرم، وكان معجباً بشخصيته الساحرة.
- عمل محاضرًا في العلوم السياسية في الجامعة الأميركية في بيروت بين عامي 1947 و1948 م.
- أثناء دراسته للحصول على درجة الماجستير في الولايات المتحدة، كان أنطون سعادة في منفاه القسري يتنقل بين البرازيل والأرجنتين وبالرغم من تباعد المسافات لم تنقطع العلاقة بينهما حيث كانا يتبدلان الرسائل بين عامي 1946 و 1947 تناولا فيها المسائل المتعلقة بالعقيدة وبالتحديد قضية فخري المعلوف. يومذاك كان تويني يتحمل مسؤولية منفذ عام أميركة الشمالية. وفي وقت لاحق من ذلك العام، قدم تويني استقالته من الحزب القومي احتجاجاً على طرد زميله في الدراسة فايز صايغ ويوسف الخال وآخرين من الحزب.
- استعاد تويني عضويته الحزبية وأخذ يمارس نشاطه الحزبي من جديد بعد مقاله الشهير «سعادة، المجرم الشهيد» رداً على جريمة إعدام مؤسس الحزب أنطون سعادة. على أثر المقال سجن تويني لمدة ثلاث أشهر. يقول فيه:«ولما شاء أن ترى عيناه كيف يخترق الرصاص صدره. فأنطون سعاده يؤمن بالتاريخ، ويعرف أن التاريخ يذكر الذين أعدموا ولا يذكروا الذي أعدم. وما تاريخنا سوى تلك الأجيال الطالعة التي كانت تبحث في الماضي القريب عن أنسان يحب بلاده حتى الموت لتمشي وراءه، حياً أو ميتاً»
- في عام 1951، مَثَّلَ تويني الحزب السوري القومي الاجتماعي في الجبهة الاشتراكية الوطنية تحت قيادة كمال جنبلاط التي أجبرت الرئيس بشارة الخوري على الاستقالة.
- في عام 1951 انتخب نائبًا في مجلس النواب عن محافظة جبل لبنان. كما انتخب نائبًا عن بيروت في سنة 1953، وانتخب بعد ذلك نائبًا لرئيس مجلس النواب، واستمر في هذا إلى عام 1957.
- بعام 1967 عُيِّن سفيرًا للبنان لدى الولايات المتحدة.
- في عام 1970 تم تعيينه نائبًا لرئيس مجلس الوزراء ووزيرًا للأنباء ووزيرًا للتربية الوطنية والفنون الجميلة وذلك بحكومة الرئيس صائب سلام بعهد الرئيس سليمان فرنجيّة، واستمر بالمنصب حتى استقاله الحكومة بتاريخ 20 يناير 1971.
- في عام 1975 تم تعيينه وزيرًا للسياحة ووزيرًا للصناعة والنفط ووزيرًا للعمل والشؤون الاجتماعية وذلك في حكومة الرئيس رشيد كرامي في عهد الرئيس سليمان فرنجيّة، وبالإضافة لهذه الوزارات فقد عُيِّن أيضًا وزيرًا للاعلام بتاريخ 15 سبتمبر 1976، واستمر بهذه المناصب حتى تاريخ استقاله الحكومة بتاريخ 9 ديسمبر 1976.
- في عام 1977 تم تعيينه سفيرًا للبنان لدى الأمم المتحدة، واستمر به حتى عام 1982.
- بالفترة ما بين 1990 - 1993 ترأس جامعة البلمند في لبنان. ومن عام 1998 ولغاية 2002 كان عضوًا في مجلس أمناء الجامعة الأميركية في بيروت. ومنذ عام 1998 وهو رئيس لجنة متحف سرسق.
- في عام 2006 زكيّ نائبًا بالبرلمان اللبناني عن بيروت وذلك لمقعد الروم الأرثوذكس خلفًا لابنه جبران الذي اغتيل بنهاية عام 2005.
- هو صاحب جريدة النهار اللبنانية كما إنه رأس تحريرها بالأعوام ما بين 1948 ولغاية 1999.

## حياته العائلية
كان غسان تويني ينتمي لعائلة أرثوذكسية شرقية عريقة من الأشرفية في بيروت، وكان متزوجًا من الشاعرة نادية محمد علي حمادة التي تنحدر من عائلة درزيَّة عريقة من جبل لبنان، وهي أخت الوزير والنائب مروان حمادة والصحفي علي حمادة، والتي أصبحت بعد زواجها منه تلقب بنادية تويني (توفيت بعام 1983)، وأنجب منها:
- جبران (قُتل في 12 ديسمبر 2005 في اعتداء بسيارة مفخخة في ضاحية المكلّس شرق بيروت).
- نائلة.
- مكرم (توفي بحادث سير).

وفي عام 1996 تزوج من شادية الخازن.

## أبرز مؤلفاته
- اتركوا شعبي يعيش! (1984).
- نزهة العقل (1984).
- سر المهنة... وأصولها (1990).
- الثقافة العربيّة والقرار السياسي (1991).
- قراءة ثانية في القومية العربية (1991).
- قبل أن يدهمنا اليأس (1992).
- رسائل إلى الرئيس إلياس سركيس (1978-1982) (1995).
- محاضرات في السياسة والمعرفة (1997).
- القرار 425 المقدمات، الخلفيات، الوقائع والابعاد (1997).
- لبنان والأمم المتحدة وقضية السلام: القرار 425 مأزق أم حل (1998).
- من محفوظات غسان تويني المراسلات الدبلوماسية: (1982 عام الاجتياح) لبنان والقدس والجولان في مجلس الأمن القرار 508 و520 (1998).
- مسارات السلام ودبلوماسية الـ 425 (1999).
- البرج، ساحة الحرية وبوابة المشرق (2000).
- كتاب الاستقلال بالصور والوثائق (2002).
- سر المهنة.. وأسرار أخرى (2002).
- حوار مع الاستبداد (2003).
- الإرهاب والعراق قبل الحرب وبعدها (2003).
- الجمهورية في إجازة - مقالات مختارة 1983 - 1992 (2003).

## وصلات خارجية
- منشورات غسان تويني - دار النهار